# Antineuromyia appendiculata
Antineuromyia appendiculata är en tvåvingeart som beskrevs av Willi Hennig 1937. Antineuromyia appendiculata ingår i släktet Antineuromyia och familjen Richardiidae.
Artens utbredningsområde är Peru. Inga underarter finns listade i Catalogue of Life.